# Aenne Quiñones
Aenne Quiñones (* als Aenne Neumann in Berlin) ist eine deutsche Dramaturgin, Kuratorin und Theaterleiterin.

## Leben
Aenne Quiñones absolvierte ihr Studium an der Humboldt-Universität zu Berlin und arbeitete von 1985 bis 1993 als wissenschaftliche Mitarbeiterin in der Sektion Darstellende Kunst der Ostberliner Akademie der Künste. Im Jahr 1996 war sie eine der Mitbegründerinnen des Theater- und Performance-Festivals reich & berühmt im Podewil in Berlin, wo sie von 1997 bis 2002 als Kuratorin für Theater und Performance tätig war.
Von 2002 bis 2011 wirkte Quiñones als Dramaturgin an der Volksbühne am Rosa-Luxemburg-Platz in Berlin. Während dieser Zeit, insbesondere von 2002 bis 2007, arbeitete sie eng mit dem künstlerischen Leiter René Pollesch an der Spielstätte im Prater zusammen und entwickelte dort verschiedene Produktionen. Zusätzlich war sie im Jahr 2004 Teil des künstlerischen Leitungsteams der Ruhrfestspiele Recklinghausen unter der Leitung von Frank Castorf.
Des Weiteren übernahm sie die künstlerische Leitung des Theaterfestivals Favoriten in Dortmund in den Jahren 2010 und 2012. In der Spielzeit 2011/12 war sie als Dramaturgin am Residenztheater München tätig.
Seit Herbst 2012 ist sie Mitglied des Leitungsteams des Hebbel am Ufer (HAU) in Berlin.
Quiñones ist auch als Herausgeberin und Autorin verschiedener Publikationen zum zeitgenössischen Theater tätig, darunter The Making of a Memory/10 Jahre Gob Squad in Wort und Bild (Synwolt Verlag, Berlin 2005) und René Polleschs Liebe ist kälter als das Kapital (Rowohlt Verlag, Hamburg 2009).
Quiñones ist die Schwester des Bühnenbildners Bert Neumann.